# Bătălia de la Capul Esperance
Bătălia de la Capul Esperance, cunoscută și sub numele de Cea de-a Doua Bătălie de la Insula Savo, în japoneză ca Bătălia Navală de la Insula Savo  (サボ島沖海戦?) (サボ島沖海戦), a avut loc în perioada 11-12 octombrie 1942, în cadrul Campaniei din Pacific din cel de-al doilea Război Mondial între Marina Imperială Japoneză și Marina Statelor Unite.
Bătălia navală a fost a doua dintre cele patru mari bătălii navale de suprafață în Campania din Guadalcanal, având loc la intrarea în strâmtoarea dintre Insula Savo și Guadalcanal, lângă Insulele Solomon.
Capul Esperance (9°15′S 159°42′E / 9.250°S 159.700°E)  este cel mai nordic punct de pe insula Guadalcanal, și lupta a primit numele de la acest loc.
În noaptea de 11 octombrie, forțele navale japoneze din zona Insulelor Solomon, aflate sub comanda vice-amiralului Gunichi Mikawa, au trimis cantități semnificative de  provizii și armament cu un convoi forțelor japoneze de pe insula Guadalcanal. 
Convoiul era format din două transportoare de hidroavioane și șase distrugătoare fiind comandată de contraamiralul Takatsugu Jojima. În același timp, dar într-o operațiune separată, trei crucișătoare și două distrugătoare, sub comanda contraamiralului Aritomo Gotō, au fost să bombardeze aerodromul Aliat de la Guadalcanal (numit de Aliați Henderson Field) cu scopul de a distruge avioanele Aliate și aerodromul.
Cu puțin timp înainte de miezul nopții, pe 11 octombrie, o unitate navală americană de patru crucișătoare și cinci distrugătoare, aflate sub comanda contraamiralului Norman Scott a interceptat forțele lui Gotō pe măsură ce se apropia de insula Savo, în apropiere de Insula Guadalcanal. Luând japonezii prin surprindere, navele lui Scott au scufundat unul dintre crucișătoarele lui Gotō și una din distrugătoare, și au avariat puternic un alt crucișător, rănindu-l mortal pe Gotō, forțând restul navelor de război ale lui Gotō  să renunțe la misiunea de bombardament și să se retragă. 
În timpul schimbului de focuri, unul dintre distrugătoarele lui Scott a fost scufundat și un crucișător și un alt distrugător au fost puternic avariate.
Între timp convoiul de aprovizionare japonez a finalizat cu succes  descărcarea la insula Guadalcanal și a început călătoria de întoarcere, fără a fi descoperit de către forțele lui Scott. Mai târziu, în dimineața zilei de 12 octombrie, patru distrugătoare japoneze din convoiul de aprovizionare s-au întors pentru a ajuta navele de război avariate ale lui Gotō să se retragă. 
În după-amiaza în acea zi un atac al avioanelor americane a mai scufundat două dintre aceste distrugătoare.
Lupta în jurul insulei Guadalcanal a avut rezultat strategic indecis, pentru că nici japonezii și nici americanii nu și-au asigurat controlul operațional în apele din jurul Guadalcanal ca urmare a acestei acțiuni. Cu toate acestea, Bătălia de la Capul Esperance a dat impuls moral un semnificativ pentru U. S. Navy, după eșecul de la Insula Savo.